# Niezawisimyj psichiatriczeskij żurnał
Niezawisimyj psichiatriczeskij żurnał (Niezależne Czasopismo Psychiatryczne, ros. Незави́симый психиатри́ческий журна́л) – recenzowany periodyk naukowy publikujący prace z dziedziny psychiatrii. Istnieje od 1991 roku i jest oficjalnym organem prasowym Niezależnego Stowarzyszenia Psychiatrycznego Rosji. Czasopismo wpisane jest na listę czołowych periodyków naukowych Rosji, ustanowioną na mocy Najwyższej Komisji Atestacyjnej przy Ministerstwie Edukacji i Nauki Federacji Rosyjskiej. Redaktorem naczelnym jest Jurij Sawienko. Zastępca redaktora naczelnego Lubow Winogradowa (ros. Виноградова Любовь Николаевна) jest także członkinią zespołu redakcyjnego wersji rosyjskojęzycznej czasopisma World Psychiatry.